# Alberto Tejada Noriega
Pour les articles homonymes, voir Tejada (homonymie).
Alberto Tejada Noriega, né le 11 novembre 1956 à Lima, est un ancien arbitre péruvien de football.

## Biographie

### Carrière d'arbitre
Fils d'un ancien arbitre FIFA (Alberto Tejada Burga), il débute en 1983 et devient lui-même arbitre FIFA de 1986 à 1998.
Il a officié dans diverses compétitions dans les années 1990 dont : 
- Coupe du monde de football des moins de 20 ans 1991 (1 match)
- Copa América 1993 (4 matchs)
- Coupe du monde de football de 1994 (2 matchs)
- Copa América 1995 (3 matchs)
- Coupe du monde de football de 1998 (1 match)

### Engagement politique
En 2003, il devient maire du district de San Borja, à Lima (réélu en 2007 et 2019). Il se présente aux élections municipales de 2010 à Lima.
Médecin de profession, il est ministre de la Santé sous le gouvernement d'Ollanta Humala entre juillet 2011 et juillet 2012.